# Wayang Wong

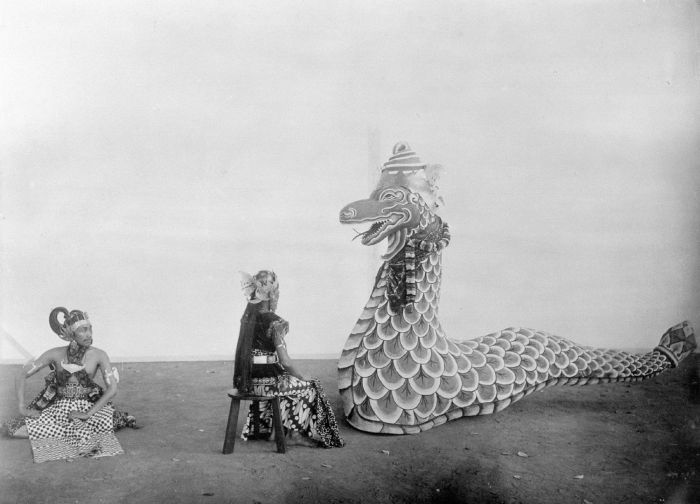
Wajang wong voorstelling 'Jaya Semadi en Sri Suwela' in de kraton van de sultan van Jogjakarta, Wereldmuseum Amsterdam

Wayang Wong of Wayang Orang betekent letterlijk wajangspel met mensen, het is een vorm van toneel met levende acteurs. Het wordt echter opgevoerd in de stijl van een wajangspel. Het verhaal moet gebaseerd zijn op de Ramayana of de Mahabharata. Verder treedt een dalang (een poppenspeler) op. Hij bespeelt echter geen poppen, maar begeleidt nog wel de muzikanten en markeert de overgang tussen de scènes met zogenaamde soeloek gezangen. 